# Майкопский округ
Майкопский округ — административно-территориальная единица Северо-Кавказского края (до 16 ноября 1924 года — Юго-Восточной области) РСФСР, существовавшая в 1924—1930 годах. Центр округа — город Майкоп.
Майкопский округ был образован 2 июня 1924 года из большей части территории Майкопского отдела Кубано-Черноморской области. Распределение населенных пунктов по районам произошло 19 июля 1924 года.
Первоначально округ был разделён на 5 районов:
- Апшеронско-Хадыженский район (центр — станица Апшеронская)
- Белореченский район (центр — станица Белореченская)
- Дондуковский район (центр — станица Дондуковская)
- Майкопский район (центр — город Майкоп)
- Мостовской район (центр — село Мостовое)

В начале 1925 года Апшеронско-Хадыженский район был переименован в Хадыженский район, а центр перенесен в станицу Хадыженская.
10 марта 1925 года из части территории Хадыженского района был образован Армянский национальный район с центром в селе Елисаветпольское.
31 декабря 1925 года центр Хадыженского района был перенесён в станицу Тверскую, а сам район переименован в Тверской.
13 февраля 1928 года из Армавирского округа в состав Майкопского округа был передан Лабинский район с центром в станице Лабинская, в его состав была также включена территория упраздненного Мостовского района.
29 февраля 1928 года был упразднён Дондуковский район. Тогда же Тверской район был переименован в Апшеронский, а его центр перенесён в станицу Апшеронскую.
30 июля 1930 года Майкопский округ, как и большинство остальных округов СССР, был упразднён. Его районы отошли в прямое подчинение Северо-Кавказского края.

## Демография
Население округа в 1926 году составляло 330 135 человек (в том числе городское — 55 884 чел.). Из них русские — 65,2 %; украинцы — 29,0 %; армяне — 3,0 %.